# 리에크 마차르

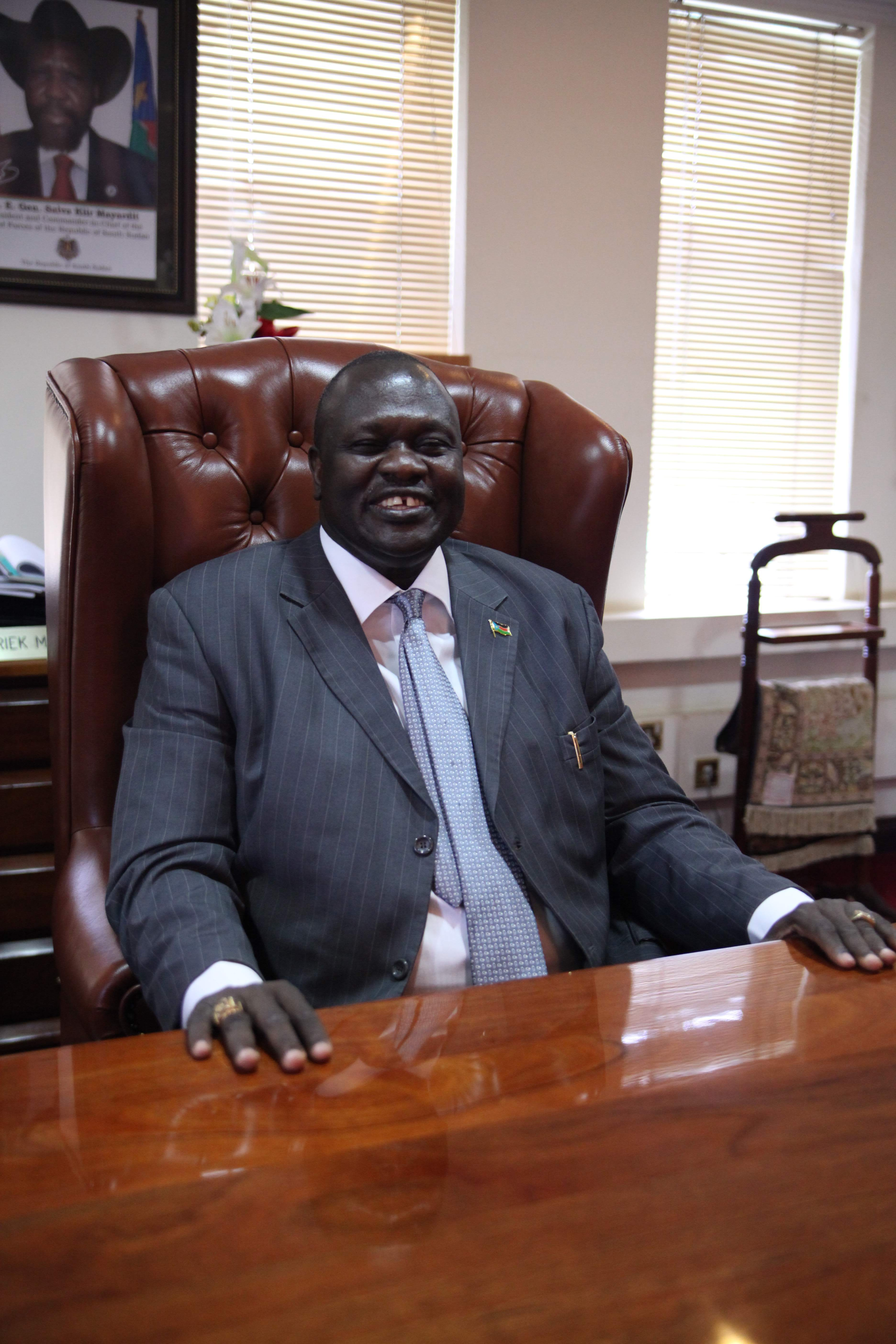
리에크 마차르

리에크 마차르 테니 두르곤(Riek Machar Teny Dhurgon, 1952년 11월 26일 ~ )은 남수단의 정치인이다.

## 생애
1953년에 앵글로-이집트 수단(현재의 남수단) 유니티주 레르 마을에서 누에르족의 아들로 태어나서 장로교도로 성장했다. 수단 하르툼 대학교에서 공학을 전공했고 영국 브래드퍼드 대학교에서 기계공학 박사 학위를 받았다.
제2차 수단 내전이 진행 중이던 1984년부터 1991년까지 존 가랑이 지휘하던 수단의 무장 조직인 수단 인민해방군에서 복무했고 1993년부터 1994년까지 수단 인민해방군 통일파에서 활동했다. 2005년 8월 11일부터 2011년 7월 9일까지 남수단 자치 정부 부통령을 역임했다.
2011년 7월 9일에 수단으로부터 독립한 남수단의 제1대 부통령으로 취임했으나 2013년 7월 23일에 살바 키르 마야르디트 대통령이 독재 체제로 가고 있다고 비판하면서 사임했다. 2013년 12월에 남수단 내전이 발발한 뒤부터 반군 지도자로 활동하다가 2016년 4월 26일에 남수단 평화 협정 체결과 함께 제1대 남수단의 제1부통령으로 취임했다. 하지만 2016년 7월 23일에 남수단의 수도인 주바에서 일어난 무력 충돌을 계기로 사임했다.
2017년 10월에는 남아프리카 공화국에서 가택 연금 조치를 받았다가 2018년 3월에 해제되었다. 2020년 2월 21일에 남수단 국가 단결 과도 정부 출범을 계기로 남수단의 제1부통령으로 복귀했다.